# 鈴木喬 (歴史研究家)
鈴木 喬（すずき たかし、1920年11月10日 - 2010年10月29日）は、熊本県の歴史研究家。地名研究家としても知られる。

## 略歴
鈴木喬は、父・鈴木登（1888年 - 1954年、京都帝国大学文学部史学科出身）が京都市視学であったので、京都大学医学部附属病院で生まれた。満2歳で父が第五高等学校教授に招請されて、熊本で育つ。碩台幼稚園、白川小学校時代を通じて本を読むのが好きであった。熊本中学校（現県立熊本高等学校）時代は3年にわたって結核を患う。日本大学文学部史学科卒業。1945年の東京大空襲は辛うじて逃れたが、熊本大空襲で自宅が被爆、父親の多くの史料が焼失した。
戦後は新制中学で教職につき、熊本市立白川中学校、熊本市立出水中学校などに勤務する。1966年、乞われて熊本市教育委員会に勤務する。以後15年、退職するまで熊本の文化財の調査、保存に精魂を込めた。文化係から初代文化課長となる。
評価を高めたものに、大学教授から高校の考古学クラブなども参加させ、熊本市を6つに分け、1年を調査、次年を報告書作りしたことで、12年がかりの大仕事であった。その後、熊本大学教養部非常勤講師（9年）、熊本市文化財保護委員、熊本城顕彰会理事、小泉八雲熊本旧居保存会会長などを委嘱される。その他、熊本地名研究会を主催した。

## 共著
注：あまりに業績が多く、編集者や共著者などの分類が不明確のものもある。
- 熊本県知事寺本広作『熊本県史』（1961年 - 1965年、熊本県）
- 『熊本県市町村合併史』
- 『熊本県議会史』
- 『富重利平写真集』
- 『熊本市地区別文化財調査報告書』[3][4]
- 隈本古城史（熊日出版文化賞）
- 熊本城
- 玉名市史
- 嘉島町史
- 旭志村史
- 熊本昭和史年表
- （父・鈴木登との共著）天草の名代官 鈴木重盛・重辰とその一族（2003年、熊本地歴研究会）

## 編著
- 『熊本の城』
- 『熊本の社寺』
- 『熊本市史年表』
- 光野光哉『新・熊本市史』（1996年 - ）

## 監修
- 『学習まんが熊本の歴史』（熊日出版文化賞）
- 『角川地名大辞典 43 熊本県』
- 『目で見る熊本史の100年』（2000年 郷土出版社）

## 著作
- 『熊本城三の丸森本櫓跡添畑遺跡調査報告書』（1969年）
- 『熊本の人物 熊本の風土とこころ第3集』（1982年）
- 『故郷の想い出 写真集 明治大正昭和』（1980年 写真集明治大正昭和図書刊行会）
- 『藤崎八幡宮の歴史』自費出版
- 『西南戦役の功労者 谷村計介』（1998年 熊本中央ライオンズクラブ）
- 『肥後宋氏一族の盛衰』自費出版
- 『上田初彦日記関連文献』自費出版
- 『天草の名代官 鈴木重盛・重辰とその一族』（2003年 熊本地歴研究会）
- 「部屋住藩士の長崎・天草視察旅行記」熊本歴研 史叢 第9号（2004年） p.42-p.53

### 地名関係
- 「九州とその異称の成立について」 1989年2月 巻号 23 熊本地名研究会報
- 「和名抄に見える益城郡の郷名比定私見」 1991年10月巻号 第32号 熊本地名研究会
- 「[官選『風土記』概説(1)」 1992年10月 巻号 36 熊本地名研究会
- 「古代の世界とそこに住む人々-『肥前国風土記』を読む」松浦豊敏/討論・鈴木喬、田邊哲夫、荒木陽海、井出聰、高濱幸敏 1993年11月 40 熊本地名研究会
- 「官選『風土記』概説(3)」 1993年5月 38 熊本地名研究会
- 「官選『風土記』概説」 1993年2月 37 熊本地名研究所
- 「官選『風土記』概説」 1993年8月 39 熊本地名研究会
- 「熊本民謡「ポンポコニャー」と熊本名所地名考」 1994年3月 5 市史研究くまもと
- 「「神々と地名」をテーマに第13回熊本地名シンポジウム開く」 1998.12 40　日本地名研究所通信
- 「第12回熊本地名シンポジウム」 1998.1 35 日本地名研究所通信

## 文献
- 熊本の100年編集者『熊本市の百年』郷土出版社（名古屋市）、2000年。
- 写真集明治大正昭和図書刊行会『写真集明治大正昭和』図書刊行会、1980年。